# ورنر شورمن
ورنر شورمن (آلمانی: Werner Scheurmann؛ زادهٔ ۲۷ سپتامبر ۱۹۰۹ - درگذشته نامشخص) بازیکن هندبال اهل سوئیس بود.